# IBM System x

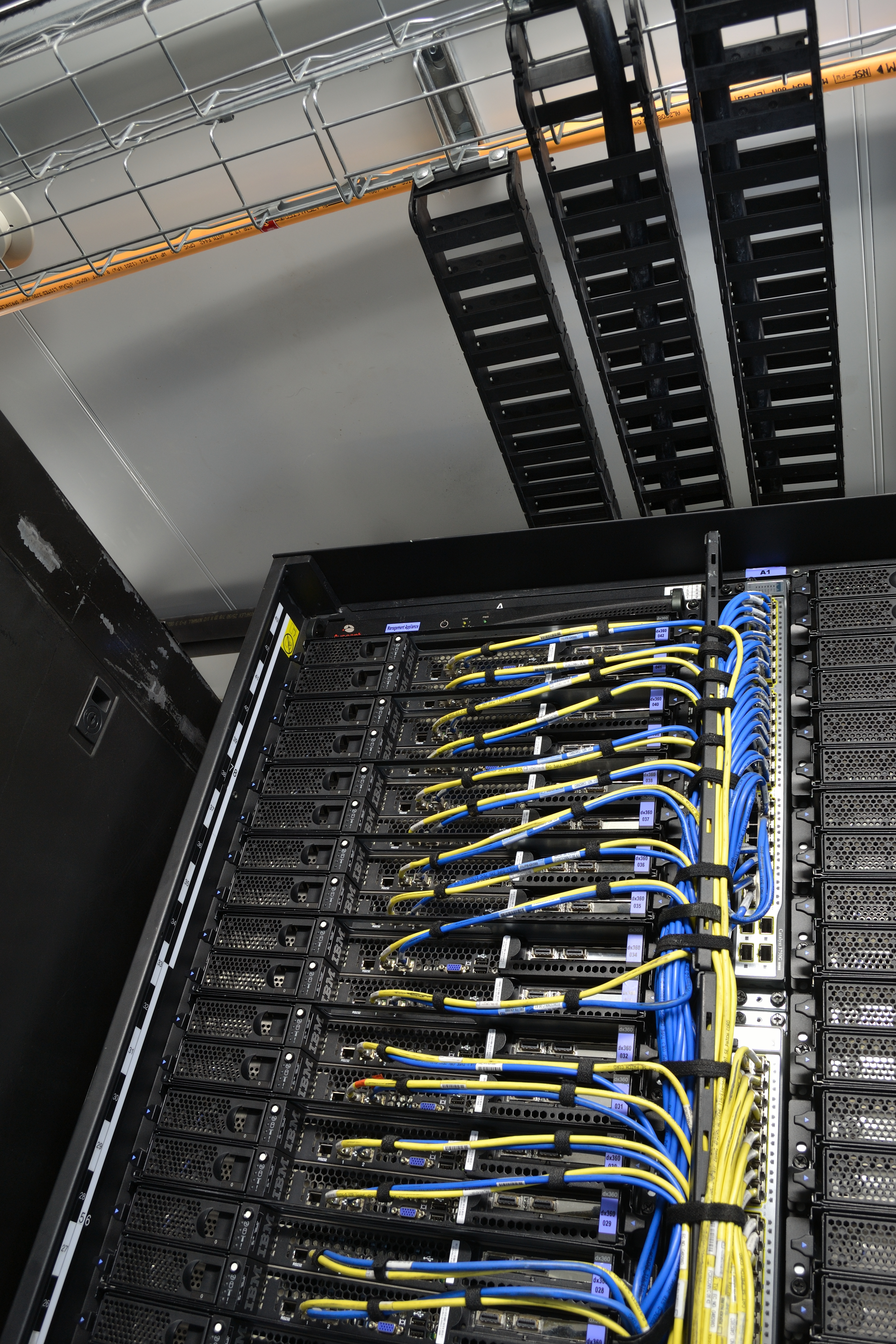
Un rack iDataPlex

L'IBM System x è una famiglia di server IBM. Inizialmente nata come IBM PC Server, è stata poi rinominata in Netfinity, quindi eServer xSeries e solo infine System x.
I server di questa famiglia sono caratterizzati dall'impiego di comuni processori x86, quali Intel Xeon e AMD Opteron.
Nel 2014 la divisione è stata ceduta a Lenovo, passando parzialmente sotto il nuovo nome ThinkServer.

## IBM PC Server

### Serie prodotte
- IBM PC Server 300
- IBM PC Server 310 (PCI/ISA)
- IBM PC Server 315 (PCI/ISA)
- IBM PC Server 320 (PCI/EISA)
- IBM PC Server 325 (PCI/EISA)
- IBM PC Server 330 (PCI/EISA)
- IBM PC Server 500 (MCA)
- IBM PC Server 520 (PCI/EISA or PCI/MCA)
- IBM PC Server 704 (PCI/EISA)
- IBM PC Server 720 (PCI/MCA)

### Schema di numerazione
- 300: entry level
- 500: midrange
- 700: high-end

## IBM Netfinity
Da non confondersi con NetFinity (si noti la F maiuscola), un software di inventario di rete sempre prodotto da IBM.

### Serie prodotte
- IBM Netfinity 1000
- IBM Netfinity 3000, 3500
- IBM Netfinity 4000R, 4500R
- IBM Netfinity 5000, 5100, 5500, 5600
- IBM Netfinity 6000R
- IBM Netfinity 7000, 7000-M10, 7100, 7600
- IBM Netfinity 8500R

### Schema di numerazione
Identico agli IBM PC Server, con l'aggiunta della serie 1000 (entry level) e dei modelli R (rack-mount).

### Cablaggio KVM
Parte dei server Netfinity utilizzano lo schema C2T per il collegamento di tastiera/video/mouse.

## IBM eServer / eServer xSeries

### Serie prodotte
- IBM eServer xSeries 100, 130, 135, 150
- IBM eServer xSeries 200, 205, 206, 206m, 220, 225, 226, 230, 232, 235, 236, 240, 250, 255, 260
- IBM eServer xSeries 300, 305, 306, 306m, 330, 335, 336, 340, 342, 345, 346, 350, 360, 365, 366, 370, 380, 382
- IBM eServer xSeries 440, 445, 450, 455, 460
- IBM eServer 325, 326, 326m
- IBM eServer BladeCenter, BladeCenter T, BladeCenter H, BladeCenter HT

Si noti che il marchio xSeries è limitato ai modelli basati su CPU Intel. I modelli senza esplicito marchio "xSeries", oltre che i BladeCenter, furono infatti progettati per l'utilizzo di processori AMD.

### Schema di numerazione
- 100 series are entry-level tower servers
- 200 series are tower servers
- 300 series are rack-mount servers
- 400 series are rack-mount scalable servers

### Cablaggio KVM
La maggior parte di questi server adotta lo schema di cablaggio C2T per tastiera/video/mouse.

## IBM System x

### Serie prodotte
- IBM System x3105, x3100, x3100 M4, x3100 M5
- IBM System x3200, x3200 M2, x3200 M3, x3250, x3250 M2, x3250 M3, x3250 M4, x3250 M5
- IBM System x3300 M4
- IBM System x3350
- IBM System x3400, x3400 M2, x3400 M3, x3450, x3455
- IBM System x3500, x3500 M2, x3500 M3, x3500 M4
- IBM System x3530 M4
- IBM System x3550, x3550 M2, x3550 M3, x3550 M4
- IBM System x3630 M4
- IBM System x3650, x3650T, x3655, x3650 M2, x3650 M3, x3650 M4, x3650 M4 HD, x3650 M4 BD
- IBM System x3750 M4
- IBM System x3755, x3755 M3
- IBM System x3800, x3850, x3850 M2, x3850 X5, x3850 X6
- IBM System x3950, x3950 M2, x3950 X5, x3950 X6

A seconda del chipset, le ultime serie sono anche conosciute come Enterprise eX4 ed Enterprise eX5.

### Schema di numerazione
- la seconda cifra indica un avanzamento di generazione
- la terza cifra è 0 per modelli tower, 5 per modelli rack
- la quarta cifra è 0 per processori Intel, 5 per processori AMD

## iDataPlex
La piattaforma iDataPlex, basata su System x, è utilizzata da numerosi supercomputer TOP500, come SuperMUC, Stampede e il General Purpose Cluster del consorzio SciNet.